# 天卫十八
天卫十八（S/1999 U 3, Prospero）是环绕天王星运行的一颗自然卫星，于1999年7月18日被霍尔曼發現，半徑约為15公里。
轨道参数表明它可能属于与天卫十七（Sycorax）和天卫十九（Setebos）相同的动态集群，这表明共同的起源。然而，观察到的这几个卫星的颜色并不支持这一推测。天卫十八在可见光中呈现中性（灰色）（色指數B-V = 0.80，R-V = 0.39），类似于天卫十九但不同于天卫十七（浅红色）。

## 概述
- 天卫十八是环绕天王星逆运行的一颗自然卫星，于1999年被霍尔曼發現，半徑约為15公里。
- 天衛十八也許是被天王星捕獲的小行星或彗星。

## 名称由来
“Prospero”是莎士比亚戏剧《暴风雨》（The Tempest）的男主角。他原本是一位米兰公爵，但在一次出海的时候，被其兄Antonio篡夺权位而陷害。Prospero与其小女儿Miranda掉落海中，却漂流到一处岛上幸免于难。他在岛上学会了魔法，保护女儿并控制其他敌人，成为了怪物Caliban和精灵Ariel的主人。

## 参阅